# Boa Vista (municipalité du Cap-Vert)
Pour les articles homonymes, voir Boa Vista.
La municipalité de Boa Vista est une municipalité (concelho) du Cap-Vert. C'est la seule municipalité de l'île de Boa Vista, dans les îles de Barlavento. Son siège se trouve à Sal Rei.

## Population
Lors du recensement de 2010, la municipalité comptait 9 162 habitants.

## Jumelage
Depuis 1990 la municipalité de Boa Vista est jumelée avec celle de Seixal (Portugal).